# Плаваючий острів (десерт)

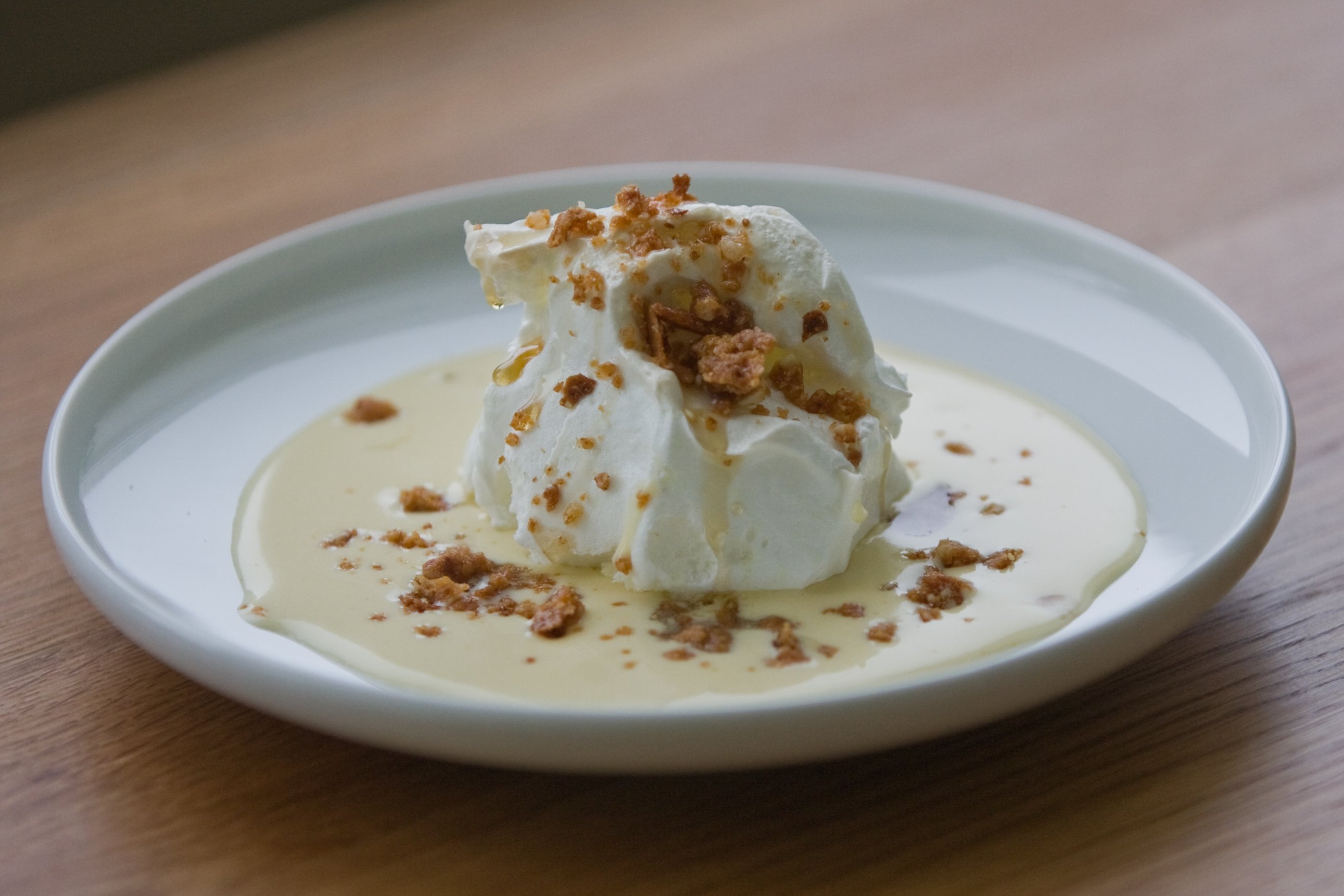
Варіація плаваючого острова

Пла́ваючий о́стрів (фр. île flottante) — десерт французького походження, що складається з безе, плаваючому на англійському кремі (з ванільним кремом). Безе готують зі збитих яєчних білків, цукру та ванільного екстракту потім вкинуте у каструлю і вариться швидко як пашот. Крем англез готується з яєчними жовтками, ваніллю і гарячим молоком, швидко звареними.
Існує деяка плутанина з приводу назви. У французькій кухні визначення œufs à la neige («яйця в снігу») і île flottante («плаваючий острів») іноді використовуються як синоніми. Різниця між цими двома стравами в тому, що île flottante іноді містить острова, виготовлені з «шарів, що чергуються десертним печивом, просоченим спиртом і варенням.»

## Підготовка
Плаваючий острів складається з яєчних білків, і плаває на молочному заварному кремі. В деяких варіаціях використовується густіший соус, що вкритий галушками. Але зазвичай молоко дуже рідке, як рідина, і галушки плавають на поверхні.

Яєчні білки збивають з цукром і заливають у форму, вистелену тонким шаром карамелі. Також білки можуть бути сформовані ложкою і бути обережно звареними в підсолодженому молоці з ванільним ароматизатором. Заварний крем виготовлюється з використанням молока, цукру, ванілі, яєчними жовтками; суміш готують на водяній бані протягом декількох хвилин, але вона  має залишатися досить рідкою, щоб литися. Заварний крем увінчується галушками з яєчними білками. Страва подається при кімнатній температурі або холодною.

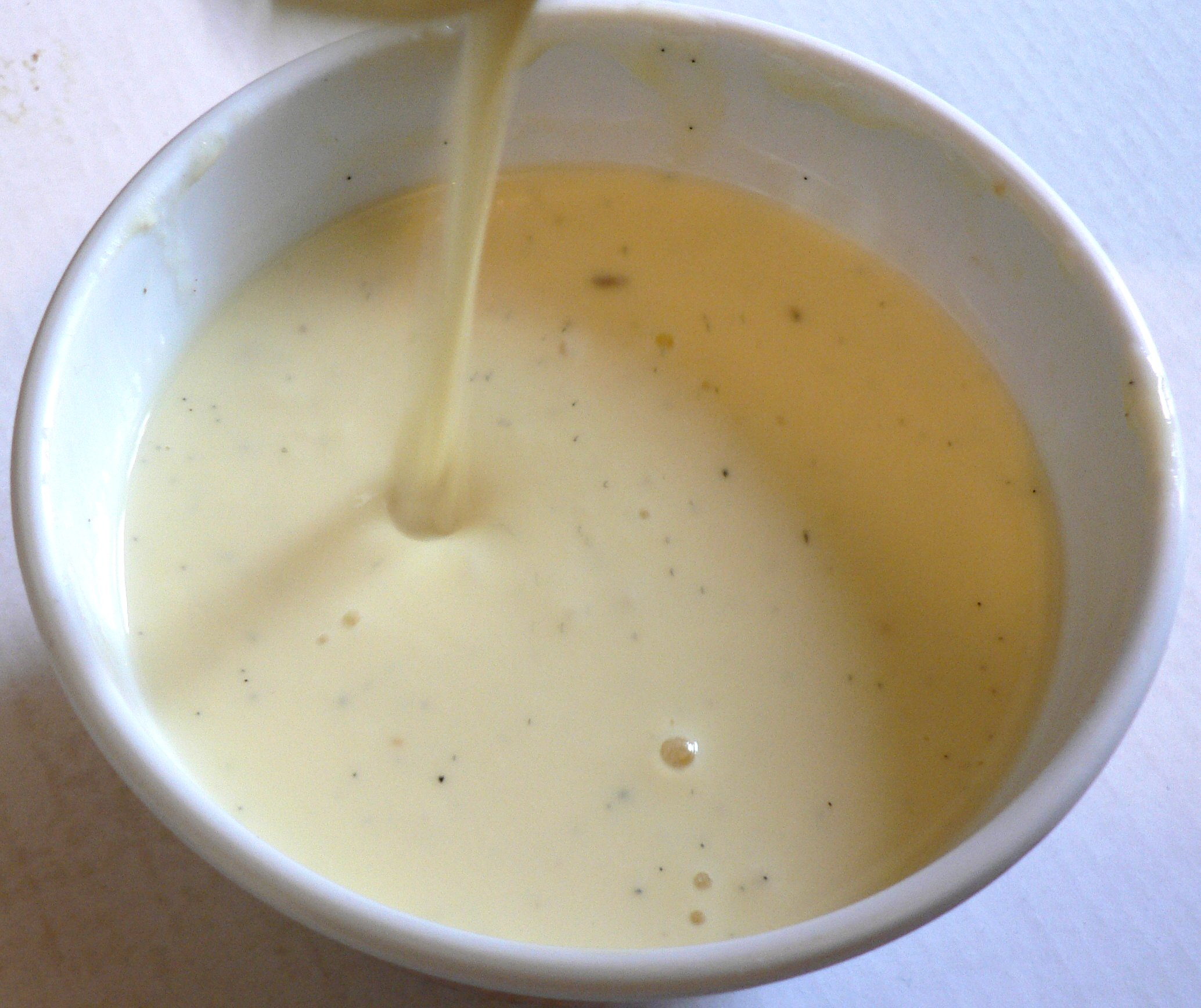
Англійський крем, основа плаваючого острова